# Boophis baetkei
A Boophis baetkei a kétéltűek (Amphibia) osztályába, a békák (Anura) rendjébe és az aranybékafélék (Mantellidae) családjába tartozó faj. Nevét Claus Bätke, a Tropenökologisches Begleitprogramm vezetőjének tiszteletére kapta.

## Előfordulása
A faj Madagaszkár endemikus faja. A sziget északi részén, Antsiranana tartományban az Amber Forest Rezervátum keleti szélén honos. Fán lakó faj, melyet erősen lepusztult, viszonylag száraz esőerdőben figyeltek meg.

## Megjelenése
Kis méretű békafaj, hossza körülbelül 30 mm. Háta áttetsző zöld, apró piros vagy bíborszínű pettyekkel. Hasi oldala fehér, torka sárgás.